# واسیوگان
واسیوگان (به لاتین: Vasyugan) یک رود در روسیه است که در استان تومسک واقع شده‌است.